# جربارة فجلية الأوراق
جربارة فجلية الأوراق (الاسم العلمي:Gerbera raphanifolia) هي نوع من النباتات تتبع جنس الجربارة من الفصيلة النجمية.